# César Simar
Pour les articles homonymes, voir Simar.
César Alfred Simar, né le 29 mai 1879 à Lille et décédé à Meudon le 23 octobre 1934, est un coureur cycliste français sur piste, spécialiste du demi-fond.
Le plus grand succès de la carrière de Simar a été le titre de vice-champion du monde professionnel aux Championnats du Monde 1904 à Londres, derrière l’américain Robert Walthour.
Simar a terminé troisième de la course des Six jours de New York en 1900, avec le Suisse Jean Gougoltz. Les deux Européens sont ainsi les premiers Européens à monter sur le podium d'une course américaine de Six jours.

## Championnats du monde
- Londres 1904
  -  Médaillé d'argent du demi-fond

## Six jours
- New York : 1900 (3e avec Gouglotz), 1901 (abandon avec Gouglotzr[2]),
- Boston :1902 (4e avec Gouglotz[3], déclassés 6e[4])

## Autre
- Courses professionnelles des Jeux olympiques de Paris 1900[5]
  - Vainqueur du 25 km